# Figueiroá (Paderne de Allariz)
Figueiroá (llamada oficialmente San Xillao de Figueiroá) es una parroquia del municipio español de Paderne de Allariz, en la provincia de Orense, Galicia. 

## Toponimia
La parroquia también es conocida por los nombres de San Julián de Figueiroá  y San Xulián de Figueiroá.

## Organización territorial
La parroquia está formada por once entidades de población:
- Cajamonde (Caxamonde)
- Cascarreira
- La Torre (A Torre)
- Lamas
- Nevoeiro (Neboeiro)
- Paiseo (O Paiseo)
- Pazo (O Pazo)
- Rioseco
- Taboadela
- Vilar
- Vilaverde

## Demografía
| Gráfica de evolución demográfica de Figueiroá entre 2000 y 2023 |
|                                                                 |
| Datos según el nomenclátor publicado por el INE.                |